# Новінка (гміна Шудзялово)
Новінка (пол. Nowinka) — село в Польщі, у гміні Шудзялово Сокульського повіту Підляського воєводства.
Населення — 52 особи (2011).
У 1975-1998 роках село належало до Білостоцького воєводства.

## Демографія
Демографічна структура станом на 31 березня 2011 року:
|          | Загалом | Допрацездатний вік | Працездатний вік | Постпрацездатний вік |
| -------- | ------- | ------------------ | ---------------- | -------------------- |
| Чоловіки | 24      | 6                  | 14               | 4                    |
| Жінки    | 28      | 6                  | 12               | 10                   |
| Разом    | 52      | 12                 | 26               | 14                   |